# Liz Blatchford
Pour les articles homonymes, voir Blatchford.
Liz Blatchford, née le 5 février 1980 à Wilmslow (Cheshire) en Angleterre, est une triathlète professionnelle australo-britannique vainqueur sur triathlon Ironman.

## Biographie
Liz Blatchford est née dans le Nord-ouest de l'Angleterre et a grandi en Australie. Elle fait des études de biologie marine à l'Université de Griffith sur la Gold Coast australienne.
Elle remporte deux épreuves de Coupe du monde (Gamagori 2003 et Salford 2005). Mais surtout elle termine troisième du championnat du monde d'Ironman à Kailua-Kona en 2013.
Elle est mariée à Glen Murray, un ancien triathlète australien depuis le 15 octobre 2009.

## Palmarès
Le tableau présente les résultats les plus significatifs (podium) obtenus sur le circuit international de triathlon depuis 2003,.
| Année | Compétition                                  | Pays        | Position           | Temps           | Nationalité sportive |
| ----- | -------------------------------------------- | ----------- | ------------------ | --------------- | -------------------- |
| 2018  | Ironman 70.3 Busselton                       | Australie   | Médaille d'or      | 3 h 26 min 26 s |                      |
| 2018  | Ironman Subic Bay                            | Philippines | Médaille d'or      | 9 h 22 min 22 s |                      |
| 2018  | Ironman 70.3 Mont-Tremblant                  | Canada      | Médaille d'or      | 9 h 16 min 45 s |                      |
| 2015  | Ironman - Championnat du monde à Kailua-Kona | États-Unis  | Médaille de bronze | 9 h 14 min 52 s |                      |
| 2015  | Ironman Cairns                               | Australie   | Médaille d'or      | 9 h 11 min 49 s |                      |
| 2015  | Ironman 70.3 Geelong                         | Australie   | Médaille d'or      | 4 h 19 min 34 s |                      |
| 2014  | Ironman Cairns                               | Australie   | Médaille d'or      | 9 h 16 min 58 s |                      |
| 2014  | Challenge Forster                            | Australie   | Médaille d'or      | 4 h 15 min 2 s  |                      |
| 2013  | Ironman Cairns                               | Australie   | Médaille d'or      | 9 h 19 min 50 s |                      |
| 2013  | Ironman - Championnat du monde à Kailua-Kona | États-Unis  | Médaille de bronze | 9 h 3 min 35 s  |                      |
| 2013  | Ironman Western Australie                    | Australie   | Médaille de bronze | 9 h 2 min 10 s  |                      |
| 2012  | Ironman 70.3 Cozumel                         | Mexique     | Médaille d'or      | 4 h 14 min 31 s |                      |
| 2012  | Ironman 70.3 Boulder                         | États-Unis  | Médaille d'or      | 4 h 7 min 48 s  |                      |
| 2007  | Laguna Phuket Triathlon                      | Thaïlande   | Médaille d'or      | 2 h 42 min 24 s |                      |
| 2005  | Coupe du monde - l'étape de Salford          | Royaume-Uni | Médaille d'or      | 2 h 3 min 39 s  |                      |
| 2005  | Championnat britannique                      | Royaume-Uni | Médaille d'or      | Timing          |                      |
| 2004  | Championnat britannique                      | Royaume-Uni | Médaille d'or      | Timing          |                      |
| 2003  | Coupe du monde - l'étape de Gamagori         | Japon       | Médaille d'or      | 1 h 58 min 28 s |                      |